# Kolsjön (Misterhults socken, Småland)
Kolsjön är en sjö i Oskarshamns kommun i Småland och ingår i Viråns huvudavrinningsområde.